# Harkema
Harkema (Fries: De Harkema, [də’harkəma]), tot 1972 Harkema-Opeinde genoemd, is een dorp in de gemeente Achtkarspelen, in de Nederlandse provincie Friesland. Het ligt ten noorden van Drachten en ten westen van Surhuisterveen.
Het dorp telde op 1 januari 2023 4.320 inwoners (inclusief de inwoners van het buitengebied). Onder het dorp vallen ook de buurtschappen Barghiem, Buwetille (deels), Jachtveld (grotendeels), Roodeschuur (deels) en Vierhuizen (deels).
Aan de westkant van het dorp bevindt zich enige industrie. De inwoners heten officieel Harkemasters, maar in de volksmond wordt de term Harrekieten meer gebruikt.

## Geschiedenis
Harkema ontstond in het begin van de negentiende eeuw als een nieuwe kern in ouder dorpsgebied. De oude kern van het dorp was tussen Drogeham en Augustinusga in gelegen. In 1530 werd de plaats voor het eerst gemeld als Opeyndt. In de 17e eeuw was het een relatief groot boerendorp. In 1718 werd de plaats vermeld als Harckma Op Eynd en in 1786 als Harkema Opeinde.
Het dorp kent echter op dat moment een leegloop en door allerlei oorzaken verdween deze boerengemeenschap als dorp. Op de zuidelijker gelegen heidevelden, dat onder het dorpsgebied viel, ontstond in de volgende eeuw nieuwe bewoning in de vorm van zeer eenvoudige woningen en plaggenhutten (spitketen). Deze nieuwe nederzetting ontwikkelde zich tot een echt dorp dat dezelfde naam droeg als het verdwenen dorp en werd in de twintigste eeuw Harkema-Opeinde genoemd.
Het gebied van de oude verdwenen dorpskern werd in 1921 bij het dorp Drogeham gevoegd en daar ontwikkelde zich daarna de buurtschap Hamsterpein.
Na de Tweede Wereldoorlog werd Harkema-Opeinde door bestuurders en buitenstaanders beschouwd als een onwenselijk geheel. Volgens een artikel in Het Vrije Volk in 1949 was het een dorp zonder bestaansmogelijkheden, waar 35 jaar eerder het 'kwade volk' (uitgestotenen van de samenleving) uit Friesland zich had verzameld en zo was uitgegroeid tot het 'ellendigste' van Friesland. De in 'verwildering' opgroeiende kinderen dreigden 'niets anders te worden dan wat hun vaders zijn'. In 1952 versterkte pedagoog Martinus Jan Langeveld op basis van de bevindingen van een rapporteur ter plaatse in zijn rapport Maatschappelijke verwildering der jeugd het beeld dat het slecht was gesteld met het dorp. In het erbij behorende Bronnenboek stelt de rapporteur:
Harkema is een berucht dorp; berucht door de vroegere ruwe heidebevolking, waar vechtpartijen schering en inslag waren. Nog altijd is de bevolking opvliegend, om een kleinigheid wordt het mes uit de zak getrokken.’ En het gaat nog verder. ‘De Harkieten zijn allemaal familie. Door inteelt is het percentage geestelijk abnormalen groot. Ook de drankzucht zal daaraan niet vreemd zijn. Fietst men door Harkema, dan kan men aan vele schoolkinderen zien, dat ze er niet helder van geest uitzien. Het intelligentiepeil op de openbare school is ontstellend laag.
De regionale media en De Waarheid namen het op voor de bevolking en probeerde een evenwichtiger beeld van het dorp te schetsen. Toch bleef dit vooroordeel hangen bij bestuurders en onderzoekers. In 1953 schreef het Economisch Technologisch Instituut in Friesland (ETIF) voor de gemeente Achtkarspelen een rapport met de titel Sociale en economische problemen van de gemeente Achtkarspelen waarin wederom gesteld werd dat het dorp geen toekomst had en waarin geadviseerd werd: 
De arbeidersdorpen Twijzelerheide, Boelenslaan en vooral Harkema-Opeinde moeten worden gesaneerd. De inwoneraantallen moeten afnemen. Men zal zeer voorzichtig moeten zijn met de bouw van woningen in deze dorpen. Een deel van de saneringswoningen zal, in plaats van in deze dorpen, in Surhuisterveen of Buitenpost gebouwd moeten worden.
De bewoners lieten zich echter niet verplaatsen naar andere dorpen, maar verbeterden hun eigen leefsituatie door zelf nieuwe huizen te bouwen: Tussen 1953 en 1964 verrezen er niet minder dan 300 nieuwe woningen, die voor het grootste deel bestonden uit particuliere bouw. Op deze wijze groeide en moderniseerde het dorp snel in de tweede helft van de 20e eeuw. De verspreide bebouwing ontwikkelde zich tot een aaneengesloten dorp. De oorspronkelijke dorpsnaam Harkema-Opeinde werd op 1 januari 1972 gewijzigd in Harkema.

## Sport
Het dorp heeft twee voetbalverenigingen: Harkemase Boys en VV Harkema-Opeinde. De eerste behoort tot de betere amateurclubs van Noord-Nederland en komt in het seizoen 2024/25 uit in de Derde divisie (voorheen: Topklasse). Daarnaast worden onder andere korfbal, tennis, gymnastiek en paardensport in verenigingsverband uitgeoefend.

## Cultuur
Het Themapark De Spitkeet laat zien hoe mensen vroeger leefden in de streek rondom Harkema, de Friese Wouden. De in 1911 opgerichte brassband 't Heideblomke werd in 1972 VARA Brassband van het jaar. In Harkema staan drie rijksmonumenten.

## Verkeer en vervoer
Harkema wordt voornamelijk ontsloten door de provinciale weg 369 (N369). De weg verbindt het dorp in zuidelijke richting met de N31 ter hoogte van Drachten en in de noordelijke richting met de N355 ten zuiden van Twijzel.
In Harkema rijden bussen van vervoerder Qbuzz:
- Lijn 13 (Streekbus): Leeuwarden - Quatrebras - Noardburgum - Kootstertille - Drogeham - Harkema - Surhuisterveen - Boelenslaan - Drachten

## Onderwijs
Harkema kent twee basisscholen: de Wynroas (christelijk) en 't Holdernêst (openbaar).

## Kerkelijk
Harkema heeft een Protestantse en een Vrije Evangelische gemeente. Laatstgenoemde was van 2004 tot 2019 een voortgezette Gereformeerde Kerk.

## Bekende Harkemasters
- Pier Alma (1939–2000), voetballer
- Wiebren Veenstra (1966), wielrenner
- Ronnie Pander (1977), voetballer
- Pieter Weening (1981), wielrenner
- Willem Huizing (1995), voetballer

Dorpen: Augustinusga · Boelenslaan · Buitenpost · Drogeham · Gerkesklooster · Harkema · Kootstertille · Stroobos · Surhuisterveen · Surhuizum · Twijzel · Twijzelerheide

Buurtschappen: Barghiem · Blauwhuis · Blauwverlaat · Buweklooster · Buwetille · De Kooten · De Laatste Stuiver · Dijkhuizen · Egypte · Gerben Allesverlaat · Hamsterpein · Hamshorn · Hiltjemoeiswouden · Jachtveld · Kortwoude · Kuikhorne (deels) · Lutkepost · Monniketille · Ophuis · Opperkooten · Rohel · Roodeschuur · Surhuizumer Mieden · Uitland · Vierhuizen · Westerend · Wildpad (deels) · Wildveld

Friesland: Steden en dorpen      Nederland: Provincies · Gemeenten